# Syneora euboliaria
Espèce
Synonymes
- Syneora sinuosa Turner, 1947[1]
- Tephrosia euboliaria Walker, 1860[1]

Syneora euboliaria est une espèce d'insectes lépidoptères de la famille des Geometridae. Elle est endémique d'Australie.